# Kairosoft
Pour les articles homonymes, voir Kairos (homonymie).
Kairosoft (カイロソフト) est une entreprise japonaise établie à Tokyo qui développe des jeux vidéo. Elle a créé un grand nombre de jeux de simulation pour téléphone mobile et pour PC. Fondée en 1996, l'entreprise a développé un certain nombre de jeux sur téléphones à destination du marché japonais et a rencontré le succès en les portant sur les OS mobiles iOS et Android. La société a classé 30e dans le top 50 des développeurs de 2012 selon Pocket Gamer.

## Historique
Kairosoft a été fondée en 1996 et localisée pendant un moment dans le district de Nishi-Shinjuku à Tokyo avec seulement 9 employés. Ils ont créé de nombreux jeux de simulation mobiles pour le marché japonais, qui était beaucoup plus développé que celui des États-Unis, aussi bien que des jeux de simulation pour ordinateur.
Avec la sortie de Game Dev Story, Kairosoft rencontra un large succès, qui le fit atteindre le top 10 des ventes d'applications pour iPhone dès sa première semaine. Kairosoft continue à porter les jeux qu'il a précédemment développé pour d'autres plateformes. Pocket Gamer classa Kairosoft 30e dans sa liste des 50 développeurs de 2012, désignant le style des jeux Kairosoft comme tout à fait dans leur genre propre, mais notant qu'ils avaient toujours le créneau sur le marché.

## Liste des jeux Kairosoft disponibles en anglais
- Anime Studio Story
- Biz Builder Delux
- Beastie Bay
- Bonbon Cakery
- Cafeteria Nipponica
- Dream House Days
- Dungeon Village
- Epic Astro Story
- Game Dev Story
- Grand Prix Story
- Grand Prix Story 2
- Hot Springs Story
- Kairobotica
- Magazine Mogul
- The Manga Works
- Mega Mall Story
- Ninja Village
- Oh! Edo Towns
- Pocket Arcade Story
- Pocket Academy
- Pocket Clothier
- Pocket Harvest
- Pocket League Story
- Pocket League Story 2
- Pocket Stables
- The Pyraplex
- The Sushi Spinnery
- Venture Towns
- World Cruise Story